# شبه‌دستان
شبه‌دستان (نام علمی: Pseudocheiridae) تیره‌ای از کیسه‌داران است که از ۱۷ گونه صاریغ‌های دم‌حلقه‌ای و خویشاوندان نزدیکشان تشکیل شده. اعضای این تیره را در جنگل‌ها و بوته‌زارهای  سراسر استرالیا و گینه نو می‌توان یافت.
همه اعضای این تیره درخت‌زی هستند و یک سرده توانایی هواپری دارد که به دلیل رشد پوسته‌ای میان پاهای جلویی و عقبی پدید آمده است. این تیره از دوره میوسن آغاز به پدید آمدن کرد.

## رده‌بندی
۱۷ گونه عضو این تیره در سه زیرخانواده و شش سرده طبقه‌بندی می‌شوند:
- †Pildra
- †Paljara
- †Marlu
- †شبه‌کوالا
- زیرخانواده Hemibelideinae
  - سرده صاریع دم‌حلقه‌ای لمورگون
    - صاریغ دم‌حلقه‌ای لمورگون، Hemibelideus lemuroides

  - سرده بادپر بزرگ
    - بادپر بزرگ، Petauroides volans
- زیرخانواده Pseudocheirinae
  - سرده صاریع دم‌حلقه‌ای صخره‌ای
    - صاریغ دم‌حلقه‌ای سنگ‌شکار، Petropseudes dahli

  - سرده Pseudocheirus
    - صاریغ دم‌حلقه‌ای معمولی، Pseudocheirus peregrinus صاریغ دم‌حلقه‌ای معمولی

  - سرده Pseudochirulus

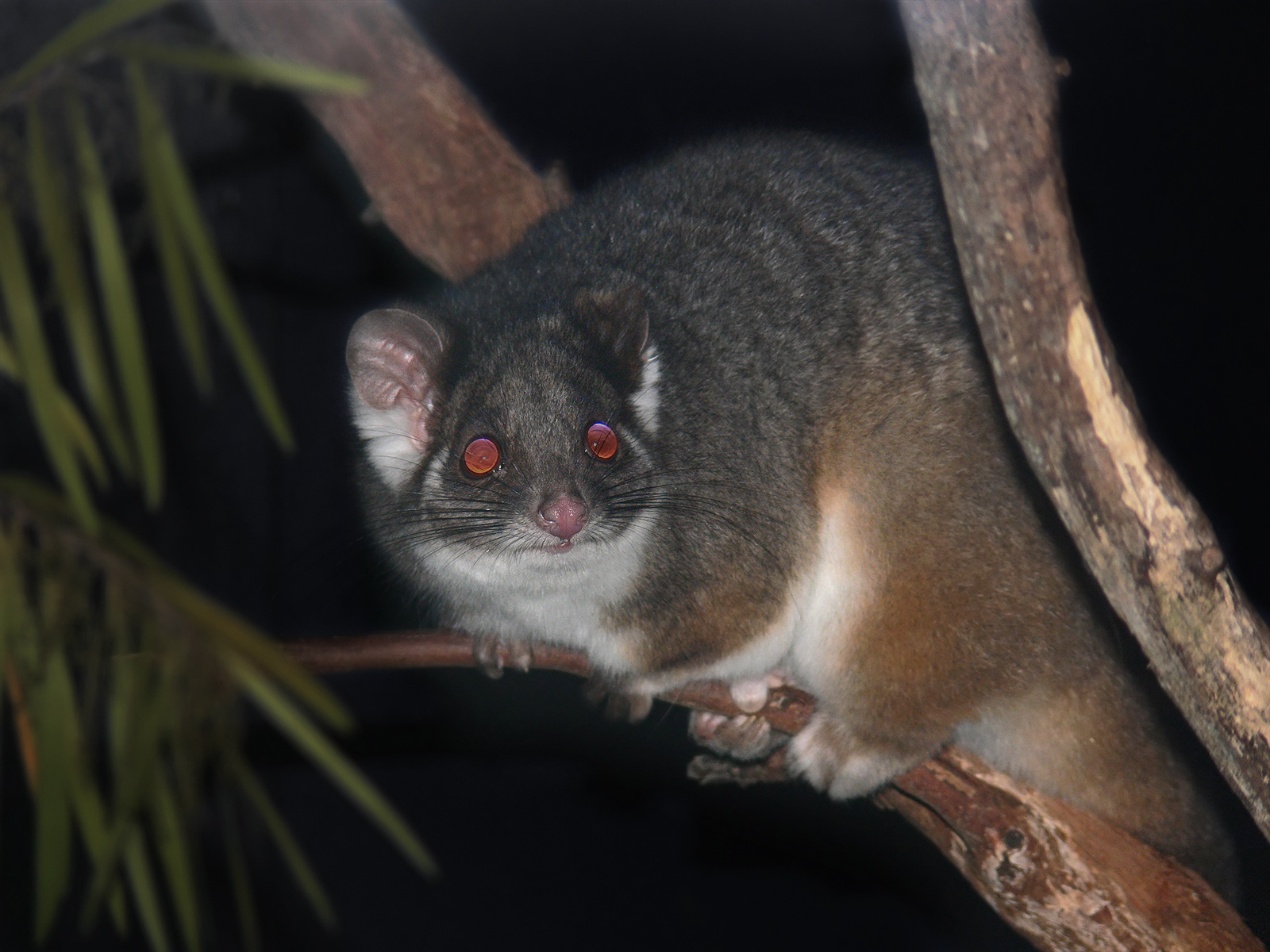
صاریغ دم‌حلقه‌ای معمولی

    - صاریغ دم‌حلقه‌ای فروبوم، Pseudochirulus canescens
    - صاریغ دم‌حلقه‌ای ویلند، Pseudochirulus caroli
    - صاریغ دم‌حلقه‌ای سینروس، Pseudochirulus cinereus
    - صاریغ دم‌حلقه‌ای رنگارنگ، Pseudochirulus forbesi
    - صاریغ دم‌حلقه‌ای رودخانه هربرت، Pseudochirulus herbertensis
    - صاریغ دم‌حلقه‌ای نقاب‌دار، Pseudochirulus larvatus
    - صاریغ دم‌حلقه‌ای کوتوله، Pseudochirulus mayeri
    - صاریغ دم‌حلقه‌ای شلگل، Pseudochirulus schlegeli
- زیرخانواده شبه‌دستیان
  - سرده شبه‌دست‌ها
    - صاریغ دم‌حلقه‌ای آلبرتیس، Pseudochirops albertisii
    - صاریغ دم‌حلقه‌ای سبزرنگ، Pseudochirops archeri
    - صاریغ دم‌حلقه‌ای طلایی، Pseudochirops corinnae
    - صاریغ دم‌حلقه‌ای گوشه‌گیر، Pseudochirops coronatus
    - صاریغ دم‌حلقه‌ای مسی‌رنگ، Pseudochirops cupreus